# Daïra d'Ahmar El Aïn
La daïra d'Ahmar El Aïn est une daïra d'Algérie située dans la wilaya de Tipaza et dont le chef-lieu est la ville éponyme d'Ahmar El Aïn.

## Localisation
La daïra est située au sud-est de la wilaya de Tipaza.

## Communes de la daïra
La daïra est composée de trois communes : Ahmar El Aïn, Bourkika et Sidi Rached.